# Skalky na Sádku
Skalky na Sádku je přírodní památka poblíž obce Postřekov v okrese Domažlice. Oblast spravuje AOPK ČR Správa CHKO Český les. Důvodem ochrany je zachování fragmentu smrkové bučiny na mimořádně nepříznivém stanovišti, jako typu přirozeného společenstva v jižní části Českého lesa.